# Scolopendra crudelis
Scolopendra crudelis är en mångfotingart som beskrevs av Carl Ludwig Koch 1847. Scolopendra crudelis ingår i släktet Scolopendra och familjen Scolopendridae.
Artens utbredningsområde är Guadeloupe. Inga underarter finns listade i Catalogue of Life.